# Mycosphaerella lasiana
Mycosphaerella lasiana är en svampart som först beskrevs av Pier Andrea Saccardo, och fick sitt nu gällande namn av Aptroot 2006. Mycosphaerella lasiana ingår i släktet Mycosphaerella och familjen Mycosphaerellaceae.   Inga underarter finns listade i Catalogue of Life.